# Friedrich Georg Otto von Rosen
Friedrich Georg Otto von Rosen (rusko Федор Федорович (Фридрих Отто) Розен), ruski general baltsko-nemškega rodu, * 1767, † 1851.
Bil je eden izmed pomembnejših generalov, ki so se borili med Napoleonovo invazijo na Rusijo; posledično je bil njegov portret dodan v Vojaško galerijo Zimskega dvorca.

## Življenje
1. januarja 1777 je kot navadni vojak vstopil v Preobraženski polk; aktivno vojaško službo je pričel leta 1785 in 1. januarja 1789 je bil kot stotnik premeščen v Estonski lovski korpus. V njegovi sestavi se je udeležil vojne s Švedi (1790) in Poljaki (1792, 1794) ter italijansko-švicarske kampanje leta 1799. 
20. marca 1805 je bil povišan v podpolkovnika in imenovan za poveljnika Peterburškega grenadirskega polka; s slednjim se je udeležil vojne tretje koalicije. 12. decembra 1807 je bil povišan v polkovnika. 
17. januarja 1811 je bil imenovan za poveljnika novoustanovljenega Litvanskega mušketirskega polka; slednji je bil 22. februarja 1811 preoblikovan v pehotni polk. Za zasluge med patriotsko vojno je bil 11. januarja 1814 povišan v generalmajorja. 
Leta 1815 je postal poveljnik 3. brigade 14. pehotne divizije, katerega položaj je zasedal do 20. septembra 1821. Leta 1832 je postal poveljnik Sevastopola. 2. aprila 1833 je postal generalporočnika in 9. septembra 1842 je bil odpoklican kot sevastopolski poveljnik. 
17. marca 1845 je bil povišan v generala pehote.